# Terra Sabaea
La Terra Sabaea è una struttura geologica della superficie di Marte.